# Puchar Świata w Zapasach 2003
Zawody Pucharu Świata w 2003 roku
- w stylu klasycznym mężczyzn rywalizowano pomiędzy 25-26 października w Ałmaty we Kazachstanie,
- w stylu wolnym mężczyzn w dniach 5 i 6 kwietnia w Boise w USA,
- a kobiety walczyły w dniach 11-12 października w Tokio w Japonii

## Styl klasyczny

### Ostateczna kolejność drużynowa
| Poz. | Państwo           |
| ---- | ----------------- |
|      | Rosja             |
|      | Kazachstan        |
|      | Gruzja            |
| 4.   | Turcja            |
| 5.   | Stany Zjednoczone |

## Styl wolny

### Ostateczna kolejność drużynowa
| Poz. | Państwo           |
| ---- | ----------------- |
|      | Stany Zjednoczone |
|      | Drużyna mieszana  |
|      | Ukraina           |
| 4.   | Rosja             |
| 5.   | Niemcy            |

## Styl wolny - kobiety

### Ostateczna kolejność drużynowa
| Poz. | Państwo           |
| ---- | ----------------- |
|      | Stany Zjednoczone |
|      | Japonia           |
|      | Kanada            |
| 4.   | Rosja             |
| 5.   | Chiny             |
| 6.   | Niemcy            |
| 7.   | Grecja            |